# Ksar Akil

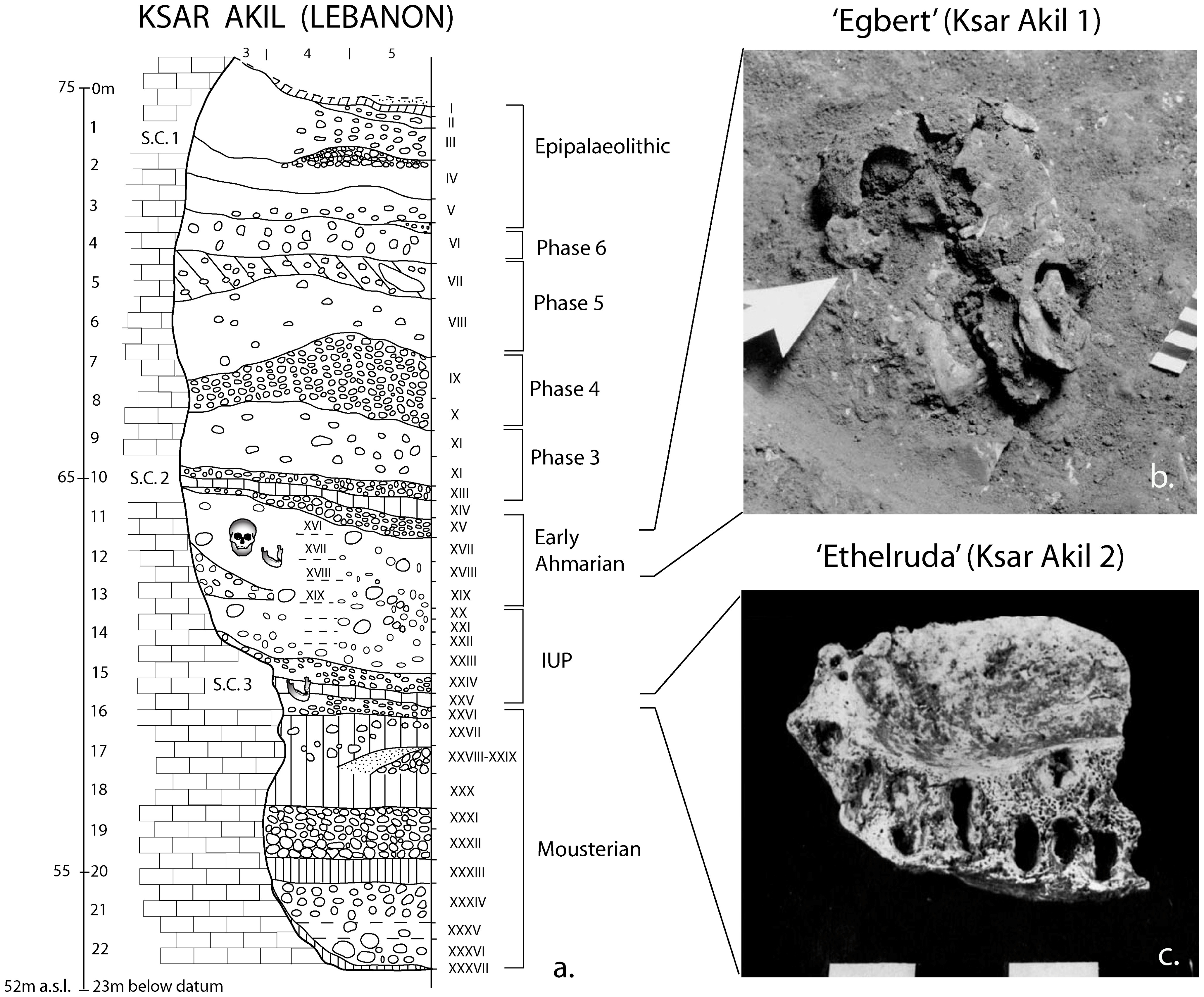
Secuencia de capas en Ksar Akil, y descubrimiento de dos fósiles de Homo sapiens, datados entre 40 800 y 39 200 a. C. para "Egbert",y entre 42 400 y 41 700 a. C. para "Ethelruda"..

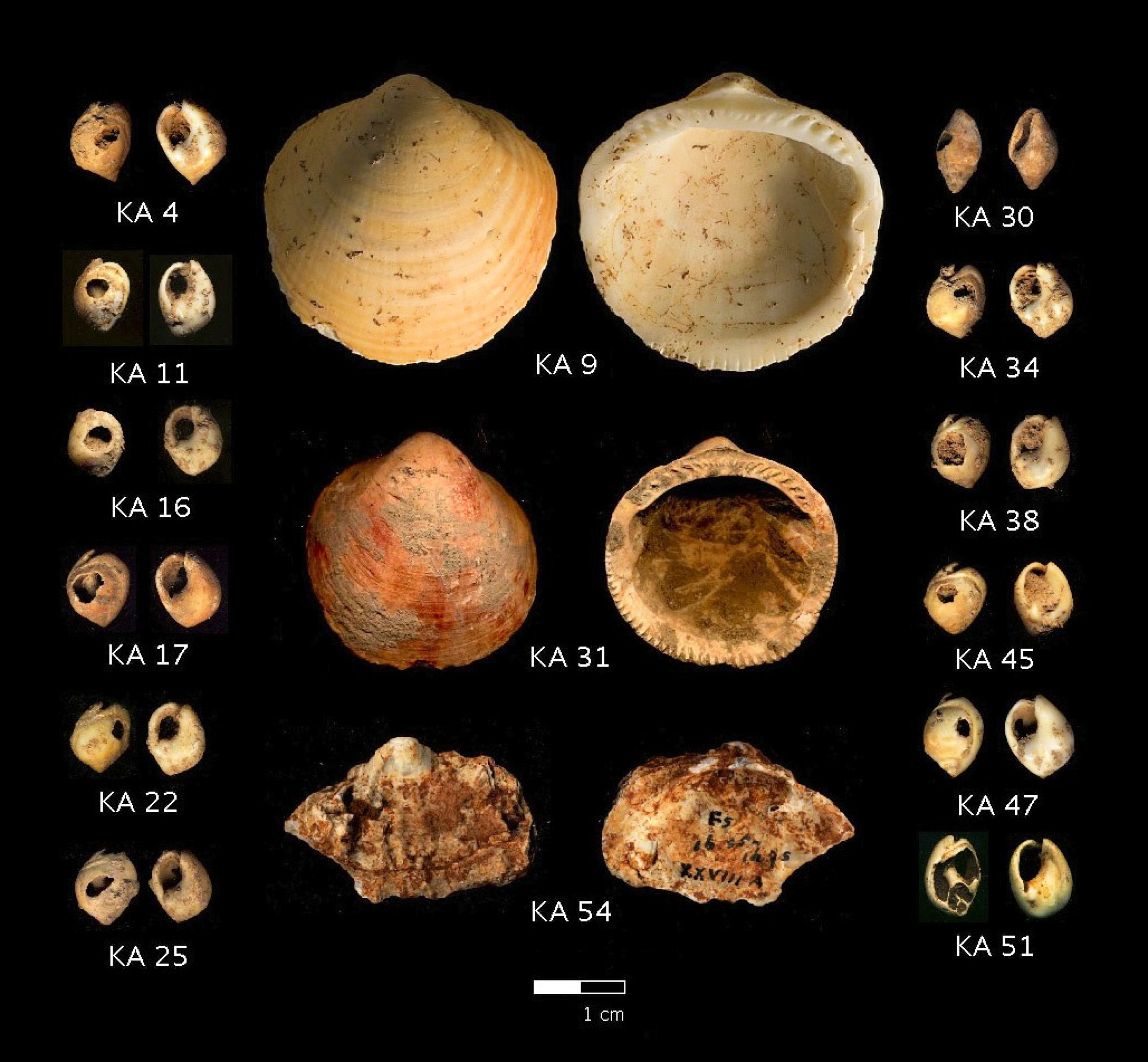
Conchas de caracol y moluscos encontradas en Ksar Akil.

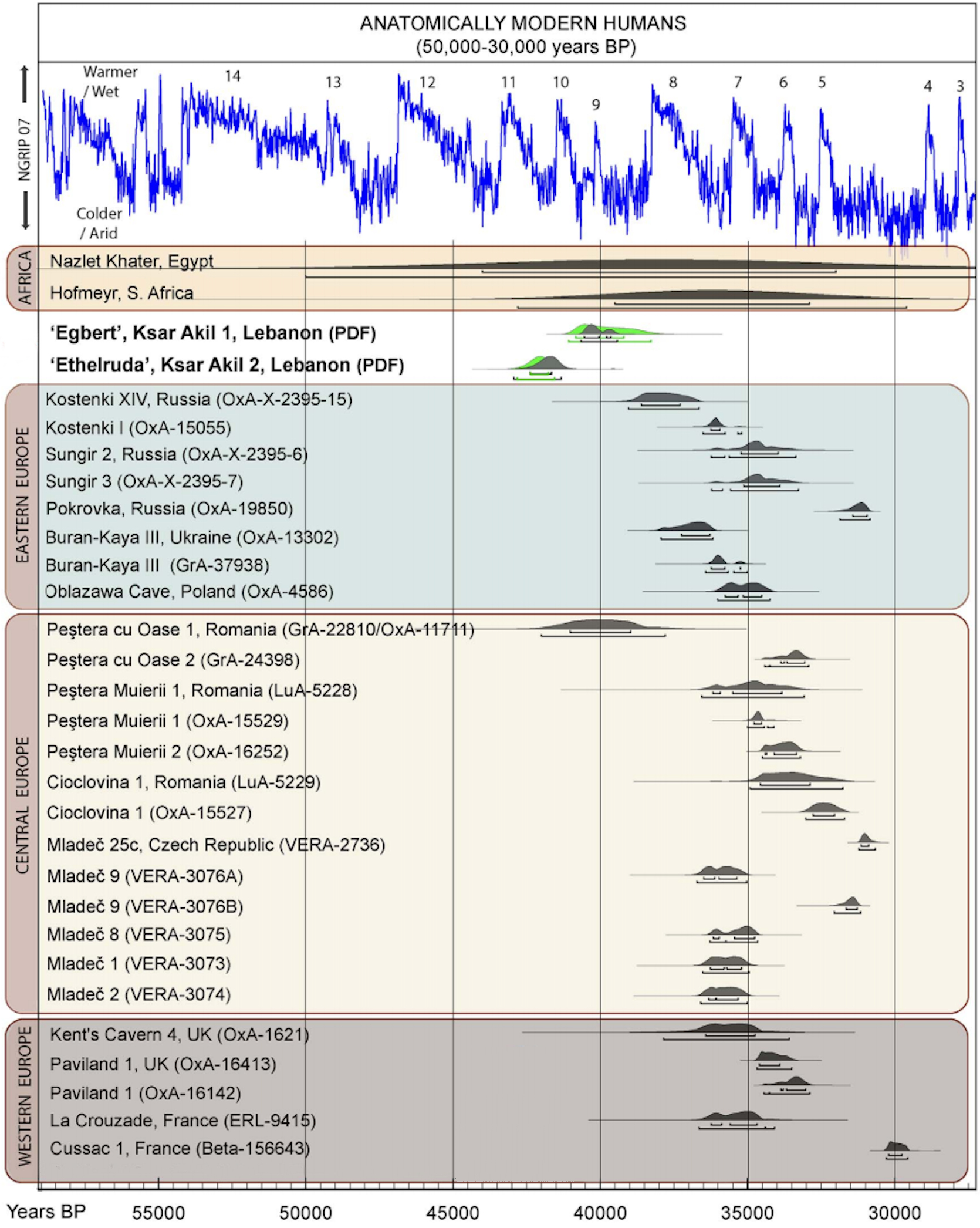
Restos arqueológicos conocidos de humanos anatómicamente modernos en Europa y África, datados directamente, dataciones de radiocarbono calibradas a partir de 2013.

Ksar Akil (también Ksar 'Akil o Ksar Aqil) es un yacimiento arqueológico situado a 10 km al noreste de Beirut. Se encuentra a unos 800 m al oeste del manantial de Antelias, en la orilla norte del afluente septentrional del uadi Antelias. Es un gran abrigo rocoso bajo un escarpado acantilado de piedra caliza.
Fue observado por primera vez por Godofredo Zumoffen en 1900  y estudiado por primera vez por A. E. Day en 1926. Fue excavado sistemáticamente por J.G. Doherty, S.J., y J.F. Ewing, S.J., en 1937-1938 y de nuevo en 1947-1948, y más tarde por Jacques Tixier en 1969-1975, antes de que la investigación se viera interrumpida por la Guerra Civil Libanesa.
Las excavaciones mostraron depósitos ocupacionales que llegaban hasta una profundidad de 23, 6 m con una de las secuencias más largas de  industria lítica de sílex del Paleolítico  jamás hallada en Oriente Próximo. El primer nivel de 8 m contenía restos de Levallois-musteriense superiores con lascas largas y triangulares. El nivel superior presentaba industrias correspondientes a las seis etapas del Paleolítico Superior. En la primera fase de este nivel (XXIV), a unos 15,2 m por debajo del punto de referencia, se encontró una punta de Emiran asociada a la mandíbula de homínido Ksar Akil 2. Los estudios de Hooijer mostraron que cabras y gacelas dama eran dominantes en la fauna junto con stephanorhinus (rinocerontes de Eurasia) en los niveles levallois-musterienses posteriores.
Se supone que es uno de los primeros yacimientos conocidos que contienen tecnologías del Paleolítico Superior, incluidos objetos culturales ahmarienses. Los artefactos recuperados en el yacimiento incluyen lascas , el principal tipo de herramienta hallado en el yacimiento, junto con conchas perforadas y modificaciones del borde astillado que sugieren que se utilizaron como colgantes o abalorios. Esto indica que los habitantes fueron de los primeros de Eurasia occidental en utilizar adornos personales. Los resultados de la datación por radiocarbono indican que los primeros humanos podrían haber vivido en el yacimiento hace aproximadamente 45 000 años o antes. La presencia de adornos personales en Ksar Akil sugiere una  modernidad conductual. Los hallazgos de ornamentos en el yacimiento son contemporáneos a los encontrados en yacimientos de la Edad de Piedra Tardía como Enkapune Ya Muto..
En 1964, el Departamento de Antigüedades rescató el yacimiento de su sepultura bajo los lodos de las máquinas de grava, aunque está prácticamente irreconocible debido a las operaciones de extracción, con su talud enterrado bajo toneladas de tierra.
Aparte de 10 dientes de la cueva Üçağızlı en el sur de Turquía, Ksar Akil es el único sitio con restos de homínidos del Paleolítico Superior reciente y del Paleolítico Superior inicial en el Levante mediterráneo descubierto hasta ahora.

## Hominin permanece

### Ksar Akil 1: "Egbert"
Un esqueleto completo de un Homo sapiens juvenil,' denominado Ksar Akil 1, o más comúnmente conocido como Egbert, fue descubierto en el nivel XVII  a 11,6 m cementado en brecha. En el momento de su muerte, se estima que Egbert tenía entre 7 y 9 años y, debido a su pequeño tamaño, podría haber sido una hembra. Egbert estaba cubierto por un montón de guijarros, lo que puede indicar un enterramiento deliberado. Cerca del enterramiento se descubrieron un segundo maxilar y algunos fragmentos de costillas, lo que indica que un segundo individuo también pudo haber sido enterrado en el mismo lugar.  Egbert solo se conoce por descripciones, fotografías y moldes reconstruidos del cráneo, actualmente en el Museo Nacional de Beirut, tras haber sido estudiado en Estados Unidos de América. Ewing regaló el cráneo de Egbert al Museo Nacional de Beirut, y se desconoce qué hizo con el resto del esqueleto, pero ambas partes se perdieron posteriormente.
La datación por radiocarbono y el análisis bayesiano apoyan una edad de Egbert comprendida entre 40 800 y 39 200 años a. C.

### Ksar Akil 2: "Ethelruda"
En 1947 se descubrió el fragmento de un maxilar, designado Ksar Akil 2, y denominado Ethelruda, en material del nivel XXVI o XXV, en torno a 15 m, estratigráficamente más profundo que Egbert. La capa en la que se encontró Ksar Akil 2 es el inicio del Paleolítico Superior Inicial en Levante. En este nivel también se encontró una punta de Emiran.
Ethelruda se creyó perdida durante muchos años, pero fue localizada en un almacén del Museo Nacional de Beirut.
El maxilar se describió originalmente como una hembra adulta "neandertaloide". Debido a su pequeño tamaño y a las cavidades dentales, Ksar Akil 2 se ha descrito como similar al maxilar de Tabun, de los neandertales de Gibraltar, de los homínidos de Skhul and Qafzehl IV y y  el hombre de La Chapelle-aux-Saints Sin embargo, estas similitudes han sido cuestionadas desde entonces, que en un principio se pensó que era un neandertal, pero que ahora se considera un humano arcaico. Por otra parte, el suelo nasal está deprimido y el espécimen carece de fossa canina, características ambas de los neandertales. Las ilustraciones originales de este material han resultado insuficientes para demostrar con certeza si Ethelruda es Homo sapiens o neandertal o un híbrido.
La datación por radiocarbono y los modelos bayesianos apoyan un rango de edad de 42,4-41,7 ka BP para Ethelruda.